# Aeroportul Port Meadville
Aeroportul Port Meadville (IATA: MEJ, ICAO: KGKJ, FAA LID: GKJ) este un aeroport din Pennsylvania, Statele Unite ale Americii ce deservește zona Meadville. Aeroportul a fost tranzitat în 2019 de 6 pasageri. A fost numit după zona deservită.
Situat la o altitudine de 426 m, aeroportul dispune de 1 pistă.

## Infrastructură

### Piste
Aeroportul dispune de o singură pistă. Pista 07/25 are suprafața de asfalt și dimensiunile 5.001 picioare × 75 picioare. 